# Pyrausta socialis
Pyrausta socialis là một loài bướm đêm trong họ Crambidae.